# アウトストラーダ A8 (ポーランド)
アウトストラーダ A8（ポーランド語：Autostrada A8、高速道路A8号線）は、ポーランドの高速道路の一路線である。大部分の区間がポーランド南西部の都市ヴロツワフの市域を走り、南端でS8号線およびA4号線と、北端で再びS8号線と接続する。
ポーランド第4の都市で金融都市でもあるヴロツワフの市街地を迂回するバイパスの役割を果たしており、ヴロツワフ・バイパス高速道路（Autostradowa Obwodnica Wrocławia、AOW）とも呼ばれる。また、チェコのプラハからフィンランドのヘルシンキまでを結ぶ欧州自動車道路E67号線の一部を構成している。
2011年に全線開通。全区間が無料通行区間となっている。

## 経路
ヴロツワフ南西にあるA4号線との接続地点・ヴロツワフ南ジャンクションを起点に、ヴロツワフ市街の西部および北部を走る。ヴロツワフ・ミコワイ・コペルニク空港やヴロツワフ市立競技場への主要アクセスルートでもある。
1971年までの整備計画では、ポーランド中部の都市ウッチまでを結ぶ予定であったが、2010年に現在のルートへと変更された。

## 歴史
- 2003年4月15日 – A8号線の建設が決定
- 2005年 – 建設用地の買収を開始
- 2007年 – オドラ川を渡るレンジンスキ橋の建設が決定
- 2008年 – 最初の建設区間である、ヴロツワフ南JCTからヴロツワフ空港ICまでが着工
- 2010年12月30日 – ヴロツワフ南JCT以南の、S8号線との接続部分が完成
- 2011年5月5日 – ヴロツワフ南JCTからヴロツワフ空港ICまでの区間が完成
- 2011年7月15日 – ヴロツワフ北ICからヴロツワフ・プシェ・ポレまでの区間が完成
- 2011年8月31日 – 全線開通[1]

## 関連項目

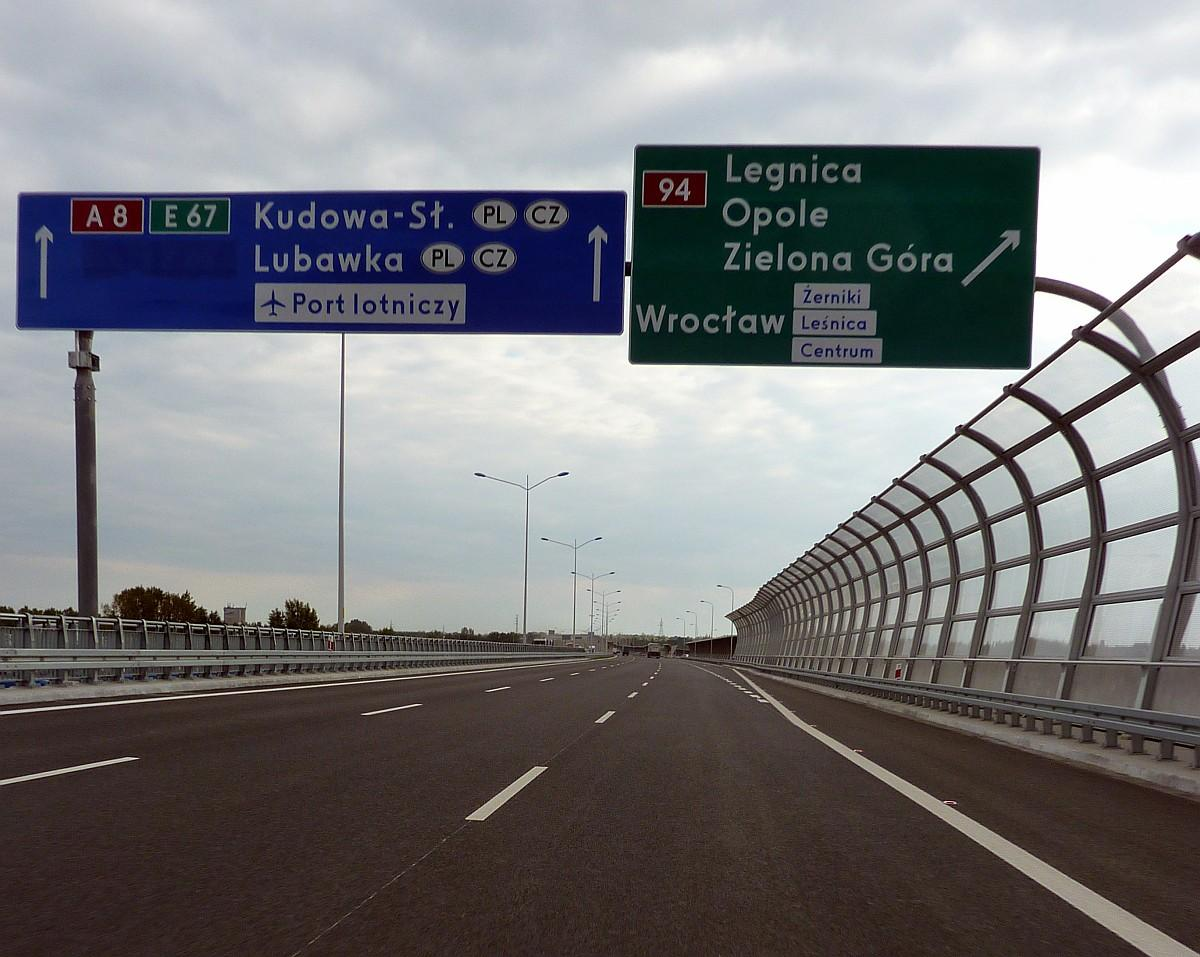
ヴロツワフ空港IC付近

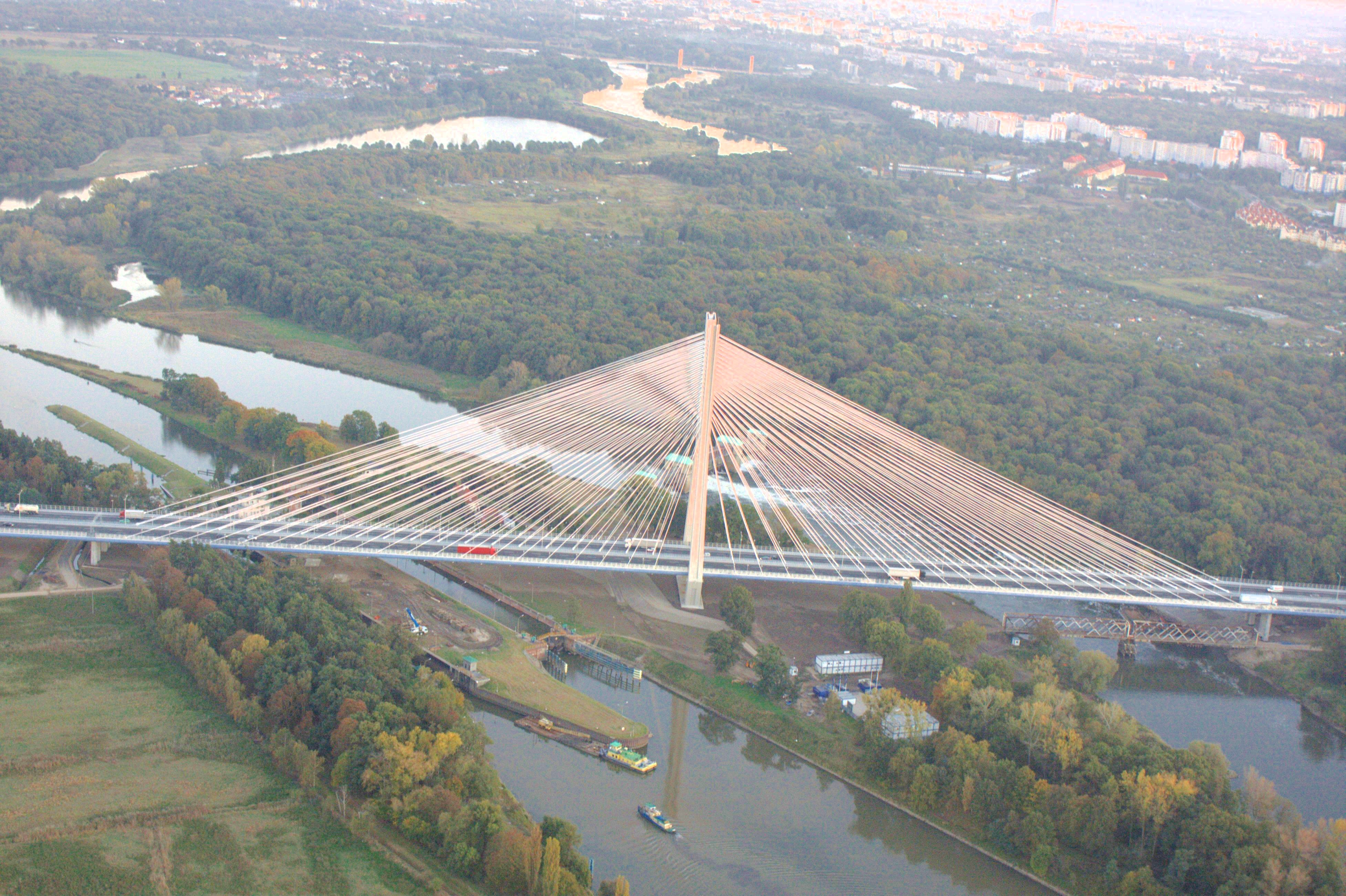
レンジンスキ橋

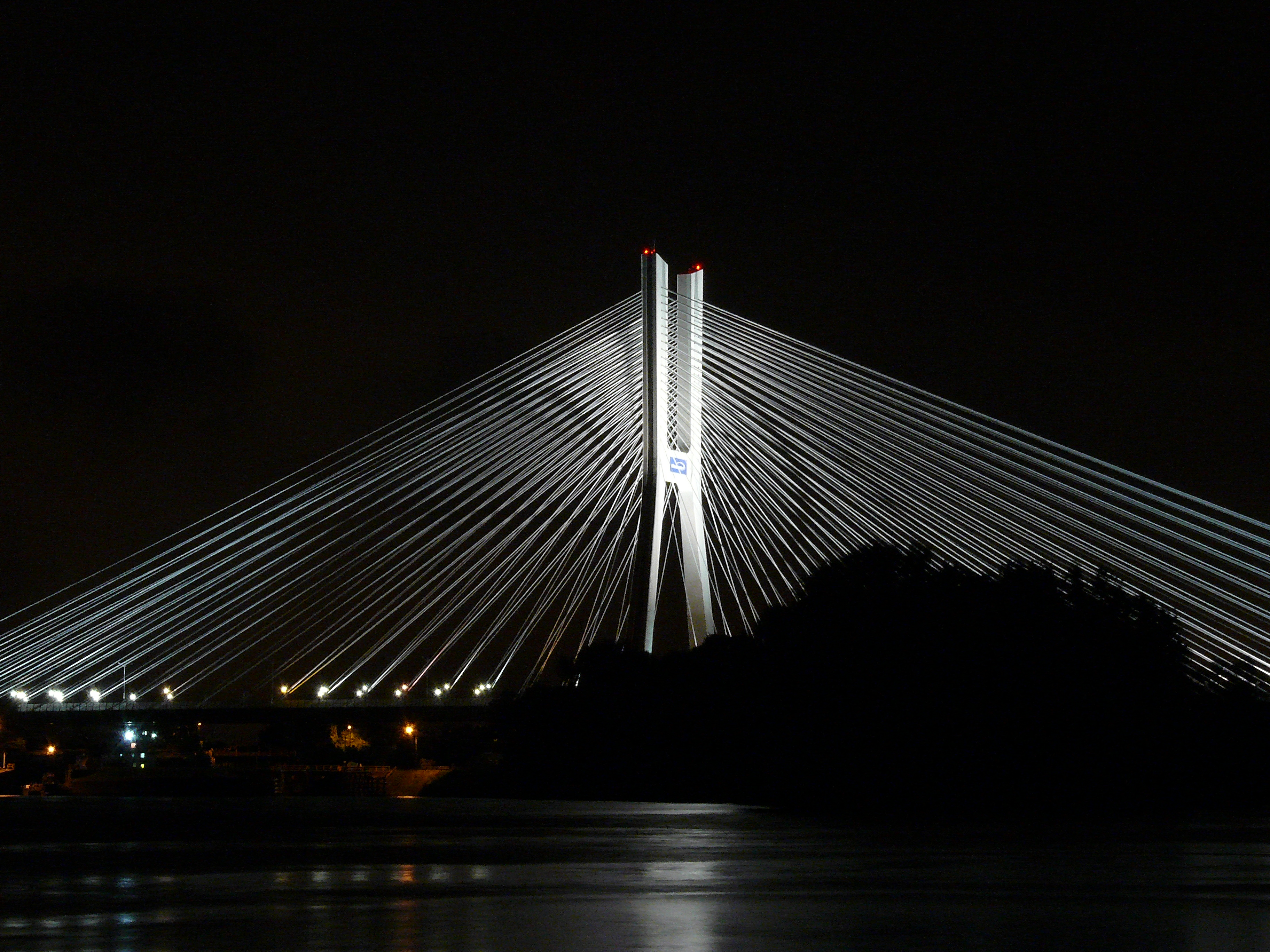
レンジンスキ橋

## インターチェンジ等

ヴロツワフの市域とA8号線の路線図

| アウトストラーダ A8のインターチェンジ等施設 |  |                             |                   |                  |    |    |                                                                 |      |
| No.                                         |  | 施設名                      | 施設名            | 接続道路         | km | 県 | 地理座標                                                        | 備考 |
| -                                           |  | ヴロツワフ南JCT             | Wrocław-Południe  | A4 · S8          | 0  | DS | 北緯51度02分50秒 東経16度56分03秒 / 北緯51.0472度 東経16.9341度 |      |
| -                                           |  | ヴロツワフ西IC              | Wrocław-Zachód    | 県道347号線      | 2  | DS | 北緯51度03分57秒 東経16度55分45秒 / 北緯51.0659度 東経16.9291度 |      |
| -                                           |  | ヴロツワフ空港IC            | Wrocław-Lotnisko  |                  | 7  | DS | 北緯51度06分17秒 東経16度56分03秒 / 北緯51.1047度 東経16.9343度 |      |
| -                                           |  | ヴロツワフ・スタディオンIC  | Wrocław-Stadion   | 国道94号線       | 10 | DS | 北緯51度07分56秒 東経16度56分05秒 / 北緯51.1323度 東経16.9348度 |      |
| -                                           |  | レンジンスキ橋              | Most Rędziński    |                  | 13 | DS | 北緯51度09分26秒 東経16度57分37秒 / 北緯51.1571度 東経16.9602度 |      |
| -                                           |  | ヴロツワフ北IC              | Wrocław-Północ    | S5 · 国道5号線   | 18 | DS | 北緯51度10分04秒 東経17度01分01秒 / 北緯51.1677度 東経17.0169度 |      |
| -                                           |  | ヴロツワフ・プシェ・ポレJCT | Wrocław-Psie Pole | S8 · 県道372号線 | 22 | DS | 北緯51度10分30秒 東経17度05分07秒 / 北緯51.1750度 東経17.0852度 |      |